# Arethusana pulchravariegata
Arethusana pulchravariegata är en fjärilsart som beskrevs av Ruggero Verity 1929. Arethusana pulchravariegata ingår i släktet Arethusana och familjen praktfjärilar. Inga underarter finns listade i Catalogue of Life.